# Osteopati (alternativmedicin)
Ej att förväxla med osteologi.
Osteopati är en behandlingsform inom manuell medicin, praktiserad av osteopater. Osteopaten intresserar sig för hur de olika systemen i kroppen samverkar och interagerar med varandra. Speciell uppmärksamhet ägnas åt det muskuloskeletala systemet (rörelseapparaten) och hur det kan påverka de andra systemen. Restriktioner i kroppens struktur kan påverka hälsan och därför undersöker man och behandlar obalanser i rörelseapparaten. Kroppen anses ha en självreglerande och självläkande förmåga och osteopaten är stödjande i denna process. Inom osteopatin lägger man också stor vikt vid livsstilsfaktorer för att förebygga ohälsa.

## Titulatur och yrkeslegitimation
Det finns ingen legitimation för osteopater i Sverige och därför ingen behörighetsreglering för denna yrkesgrupp. Osteopatutbildningar som anordnas i Sverige är inte reglerade i högskoleförordningen och saknar examenstillstånd enligt lagen om tillstånd att utfärda vissa examina.. Dock var osteopatutbildningen i Göteborg (Skandinaviska Osteopathögskolan, SKOHS) validerad av Metropolia University for Applied Sciences, och vid fullgjord utbildning erhålls en internationellt giltig Bachelor of Healthcare inom osteopati. SKOHS avvecklade sin verksamhet 2023 på grund av hastigt minskat antal studenter i kombination med ökade kostnader för driften.
I Storbritannien har osteopatin sedan 1993 reglerats som yrke genom The Osteopath's Act, med The General Osteopathic Council som tillsynsorgan. Osteopati är reglerad i tolv länder i Europa: Cypern, Danmark, Finland, Frankrike, Island, Liechtenstein, Luxemburg, Malta, Norge, Portugal, Schweiz och Storbritannien.
D.O. (Doctor of Osteopathic Medicine) är en yrkestitel som är unik för USA. En D.O. är en licensierad läkare i vars utbildning det ingår dels traditionell medicinsk vetenskap såsom biomedicin, klinisk medicin och kirurgi och dels alternativmedicin i form av ortopedisk manuell terapi (OMT). Sedan 1973 godkänner samtliga amerikanska delstater osteopater under yrkestiteln D.O. Utanför USA är osteopatin oftast begränsad till manuell behandling av rörelseapparaten. Osteopater som utbildats i andra länder kan därför inte praktisera i USA och kan inte få licens eller registrera sig som osteopater utan att först genomgå en godkänd medicinsk utbildning och avlägga läkarexamen.
Utanför USA, i till exempel Australien, Nya Zeeland och Europa, betyder D.O. Diploma in Osteopathy och osteopaterna är inte licensierade läkare utan är en egen yrkesgrupp som är mer inriktade på besvär i rörelseorganen.
Osteopatiorganisationer i Europa bedriver gemensamt ett standardiseringsarbete för utbildning av osteopater och utövandet av osteopati under namnet Osteopathy Europe, OE.

## Historia
Osteopatin lanserades 1874 av den amerikanska läkaren Andrew Taylor Still  (1828–1917) strax innan kiropraktiken kom till. Still hävdade att de flesta sjukdomar orsakades av en obalans i den fysiska kroppen. Han hävdade att kroppen inom sig hade alla de kemiska ämnen som behövdes för att upprätthålla hälsa och om bara cirkulationen återställdes kring den sjuka vävnaden, så skulle hälsa återställas. Stills teorier mötte motstånd från den etablerade medicinen och den amerikanska osteopatorganisationen AOA bedrev en lång kamp för att få statligt erkännande. Osteopatin vann tidigt framgång i Kalifornien och den amerikanska medicinska organisationen, AMA, lobbade intensivt och spenderade nästan 8 miljoner dollar för att eliminera osteopatin i delstaten. . Den medicinska organisationen i Kalifornien utfärdade MD-titlar till osteopater efter ett kort seminarium och en avgift på 65 dollar. Efter protester och lobbying från prominenta och inflytelserika osteopater gav högsta domstolen i Kalifornien osteopaterna sina DO-titlar och läkarlicenser tillbaka 1974. Mellan 1901 och 1989 propagerade osteopaterna för att få samma rättigheter som legitimerade läkare i alla stater. Den första staten som gav diplomerade osteopater erkännande var Kalifornien, 1901, och den sista var Nebraska, 1989..
Osteopatin finns i olika delar av världen men är mest prominent i engelskspråkiga länder. Som yrke har osteopatin utvecklats i olika riktningar i USA och i övriga världen. 
Den första osteopatiska mottagningen öppnade i Stockholm 1908. Senare osteopater var Sten Bolin, Stig Östlund och Christer Pellas, som var med och grundade Svenska osteopatförbundet och startade en treårig utbildning på 1980-talets mitt. Grunden för utbildningen hämtades från London där John Martin Littlejohn grundat osteopatskola 1917. 
Pellas tog även osteopatin och utbildningen över till Finland 1988 och grundade Suomen Osteopaattiliitto, varvid han blev hedersmedlem. Senare även till Estland där grunden för fortsatta utbildningar fortgick fram till 2010-talet. Pellas var verksam inom alternativmedicinen ända fram till sin bortgång 2017.

## Filosofi
Under 1920-talet kodifierades osteopatins fyra grundprinciper av A.T. Still Research Institute of Pasadena, Kalifornien. Innehållet reviderades 1953 och har sedan dess officiellt ansetts bestå av fyra grundprinciper:
- Kroppen är en enhet och en helhet
- Kroppen har en självläkande förmåga
- Kroppens struktur och funktion är sammanlänkade
- Rationell terapi: adekvat behandling grundar sig på en förståelse och tillämpning av dessa huvudpunkter

## Behandling
Osteopater använder manuell kontakt för diagnos och behandling. Inom osteopatin används många olika manuella tekniker i syfte att förbättra kroppens funktion, som kan vara nedsatt eller förändrad. Den manuella behandlingen kan kombineras med råd om träning, kost, kroppshållning etc. Enligt osteopatin kan man arbeta med muskler, leder och hinnor och därigenom påverka funktionen i dessa eller närliggande organ och strukturer. Osteopatisk behandling anses bygga på tillämpad anatomi och osteopatiska principer.
Osteopatisk manuell terapi definieras i Karolinska Institutets översättning som "justeringar av muskelskelettet baserade på principerna om osteopatisk medicin som utarbetades av Andrew Taylor Still 1874". Behandlingen består av bland annat Osteopathic manipulative treatment (OMT).
Inom elitsporter, bland annat skidsport, har man använt osteopati med framgång för att påskynda fysisk återhämtning. Pellas var aktivt konsulterad av den olympiske bronsmedaljören och VM-silvermedaljören Jaak Mae från Estland vid hans legendariska framgångar. 

## Vetenskaplig grund
Det finns forskning som visar att osteopatisk manipulation kan vara effektiv för att lindra ryggsmärta i länden. Däremot saknas stöd i högkvalitativ forskning för att osteopatisk behandling har effekt för något annat än smärtor i nedre delen av ryggen, även om det publicerats en del studier där man påvisar effekter i andra områden.

### Spinal manipulation
En brittisk undersökning genomförd 2004 visade att spinal manipulation utförd av osteopater, kiropraktorer och sjukgymnaster hade en liten till måttlig effekt på kronisk ländryggssmärta jämfört med best care, en metod där man fokuserar på att patienten ska fortsätta med normala aktiviteter och undvika vila.  Bäst effekt avseende smärta och funktion hade enligt undersökningen best care kombinerat med spinal manipulation och träning.
Samma grupp av forskare gjorde därefter en kostnadseffektanalys där man kom fram till att spinal manipulation är en effektiv och kostnadseffektiv behandling som tillägg till best care vid behandling av ryggsmärta i Storbritannien. De skriver att tillägg av spinal manipulation troligen ger mer för pengarna än manipulation följt av träning och att detta skulle gälla även om den offentliga sjukvården köpte in tjänster från den privata sektorn i Storbritannien.

### Systematiska granskningar och metaanalyser
Det finns ingen forskning som specifikt jämfört kliniska resultat av osteopatisk manipulation med manipulationsbehandling utförd av andra yrkesgrupper såsom kiropraktorer och sjukgymnaster. Vad man däremot tittat på i olika studier, främst i USA, Storbritannien och Nederländerna, är om osteopatisk manipulation har bättre effekt än placebo som komplement till annan vård vid ländryggssmärta och om spinal manipulation utförd av osteopater och andra yrkesgrupper har bättre effekt än andra interventioner mot ryggsmärta. Det råder djup oenighet mellan olika forskare som tittat på dessa aspekter.
Systematiska genomgångar och metaanalyser av randomiserade och kontrollerade studier som jämfört osteopatisk manipulationsterapi med placebobehandling vid ryggsmärta har också kommit fram till motsatta slutsatser när det gäller frågan om forskningsläget påvisar att osteopatisk manipulationsterapi har någon smärtlindrande eller funktionell effekt utöver placebo, utöver olika typer av andra alternativmedicinska behandlingar eller utöver andra interventioner inom sjukvården.
År 2005 gjorde ett amerikanskt forskarteam, aktivt vid Texas College of Osteopathic Medicine, en genomgång och metaanalys av forskningsläget som visade att osteopatisk manipulation var signifikant bättre än placebo vid smärta i nedre delen av ryggen. De fann sex studier som mötte deras kvalitetskrav och enligt deras metaanalys visade dessa att effekten varat i minst tre månader efter behandlingen, men att det saknades tillräckligt med forskning för att dra slutsatser om långtidseffekterna av osteopatisk manipulation.
Till skillnad från metaanalysen gjord i Texas har senare systematisk granskning och referentgranskade metastudier inte funnit något starkt stöd för att någon typ av manipulation inom alternativmedicinen har effekt utöver placebo eller utöver andra typer av intervention. Exempel på studier, där man inte funnit stöd för en effekt, är de metaanalyser som gjordes 2010 och 2011 av nederländska forskare. I den första studien tittade man på forskningsläget när det gäller behandling av kronisk ländryggssmärta (smärta som varat mer än 12 veckor) och betraktade evidensläget för olika alternativmedicinska behandlingar av ryggsmärtor, inklusive osteopatisk manipulationsbehandling. De manuella behandlingstekniker som ingick i studien var manipulation, mobilisering och Muscle Energy Techniques (MET). Liksom forskarna i Texas konstaterade man att ett flertal identifierade studier av spinal manipulation hade för stor risk för bias för att kunna användas. De nederländska forskarna fann totalt nio studier som mötte deras kvalitetskrav. Slutsatsen i metaanalysen var att det inte fanns tillräckligt med stöd att dra slutsatser om att spinal manipulation har bättre effekt än placebo eller bättre effekt än andra behandlingar. Det fanns dock enligt deras slutsats lågkvalitativa bevis för att spinal manipulation inte har mer effekt än placebo och inte heller har mer effekt än någon av de andra formerna av intervention mot kronisk ländryggssmärta.
I den nederländska uppföljningsmetaanalysen 2011 inkluderades ytterligare studier, totalt 26, och resultatet av den metaanalysen var att det fortfarande inte fanns något starkt kliniskt stöd för att det föreligger någon skillnad i effekt mellan manipulation i form av spinal manipulation och andra interventioner för att reducera smärta och förbättra funktionen vid kronisk ländryggsmärta. Däremot fanns det enligt forskarna högkvalitativt stöd för att det inte finns någon kliniskt relevant skillnad.
I en annan metastudie från 2011 fann även forskare vid University of Washington att det fanns ett svagt stöd för att det inte finns någon skillnad i kliniska fördelar mellan spinal manipulation och träning när det gäller att reducera smärta och förbättra funktionen hos patienter med kronisk smärta i nedre delen av ryggen.
Inför framtida forskning rekommenderade man i den holländska metastudien att forskare bättre definierar ospecifika ländryggssmärtor så att studier kan göras på så homogena grupper som möjligt och så att individer blir randomiserade till terapier som det är troligt att de svarar på. De hänvisar till en studie av behandling inom sjukgymnastiken gjord 2006 i USA som visade att resultaten blev bättre när patienterna matchades till en av tre kategorier av behandlingar (manipulation, stabiliseringsövningar eller träning), erbjudna av sjukgymnaster knutna till sjukvårdsdistriktet, beroende på svar patienterna angivit i ett frågeformulär följt av en allmän undersökning.

### Kraniell osteopati
Kraniell osteopati, som används av en del osteopater, är en omstridd behandlingsform. Två professorer vid University of New England College of Osteopathic Medicine föreslog i en artikel publicerad 2002 att kraniell osteopati skulle tas bort från de amerikanska osteopatiuniversitetens kursplaner. Under sina undersökningar och under sin genomgång av publicerad forskning i ämnet hade de, liksom andra forskare som publicerat liknande rön tidigare, kommit fram till att "den föreslagna mekanismen för kraniell osteopati är ogiltig" och att den diagnostiska tillförlitligheten är "ungefär noll". Forskare har dock i ett begränsat antal kliniska studier påvisat olika effekter men dessa studier utgör ett otillräckligt vetenskapligt underlag att dra slutsatser om behandlingseffekt utifrån eftersom det fortfarande saknas högkvalitativa kliniska studier med låg risk för bias.

## Andra former av manuella behandlingar
- Sjukgymnastik
- Ortopedisk manuell terapi
- Kiropraktik
- Massage
- Naprapati
- Kraniosakralterapi